# Wen-čou
Wen-čou (čínsky pchin-jinem Wēnzhōu, znaky zjednodušené 温州市, tradiční 溫州市) je město a městská prefektura na jihovýchodě čínské provincie Če-ťiang. Celá prefektura má devět a půl milionů obyvatel, přičemž přímo ve městě jich žije necelého půldruhého milionu.
Prefektura je na východě ohraničena Východočínským mořem, na západě sousedí s prefekturou Li-šuej a na severu s prefekturou Tchaj-čou.
Město bylo povýšeno na prefekturu za dynastie Tchang a své současné jméno dostalo v roce 675. Jeho historie ovšem sahá dále, už v dva tisíce let před naším letopočtem zde vznikala keramika.
Od roku 1876 byl zdejší přístav otevřen pro zahraniční obchod a v Druhé čínsko-japonské válce jeho význam dále stoupl, neboť se jednalo o jeden z mála přístavů, nad nimiž si Čína udržela kontrolu.
Ve městě žije dlouhodobě významná křesťanská menšina, proto se mu přezdívá „čínský Jeruzalém“.

## Doprava
Hlavním letištěm pro Wen-čou je mezinárodní letiště Wen-čou Lung-wan, které leží ve východní části obvodu Lung-wan, ve vzdálenosti přibližně čtyřiadvacet kilometrů jihovýchodně od centra a zhruba kilometr jihozápadně od ústí řeky Ou-ťiang do Východočínského moře
Nedaleko města došlo 23. července 2011 k havárii vysokorychlostních vlaků, při které zahynulo nejméně dvaatřicet lidí a bezmála dvě stě jich bylo zraněno.

## Administrativní členění
Wen-čou se člení na dvanáct celků okresní úrovně, a sice čtyři městské obvody, tři městské okresy a pět okresů.
| Lu-čcheng Ou-chaj Lung-wan Tung-tchou okres · Jung-ťia okres · Pching-jang okres · Tchaj-šun okres · Cchang-nan okres · Wen-čcheng městský okres · Jüe-čching městský okres · Žuej-an městský okres · Lung-kang |        |                       |                       |                    |                                  |
| Název | Název  | Počet obyvatel (2010) | Počet obyvatel (2020) | Rozloha km² (2020) | Hustota zalidnění (obyv. na km²) |
| český přepis | znaky  | Počet obyvatel (2010) | Počet obyvatel (2020) | Rozloha km² (2020) | Hustota zalidnění (obyv. na km²) |
| Městské obvody |        |                       |                       |                    |                                  |
| Lu-čcheng | 宣州区 | 1 293 266             | 1 167 165             | 293                | 3 986                            |
| Ou-chaj | 宣州区 | 996 870               | 963 238               | 466                | 2 068                            |
| Lung-wan | 宣州区 | 727 739               | 725 036               | 220                | 3 302                            |
| Tung-tchou | 宣州区 | 109 247               | 148 807               | 143                | 1 044                            |
| Městské okresy |        |                       |                       |                    |                                  |
| Jüe-čching | 宁国市 | 1 389 332             | 1 452 707             | 1 275              | 1 139                            |
| Žuej-an | 广德市 | 1 424 667             | 1 520 386             | 1 267              | 1 200                            |
| Lung-kang | 宣州区 | 396 000               | 464 732               | 150                | 3 106                            |
| Okresy |        |                       |                       |                    |                                  |
| Jung-ťia | 郎溪县 | 789 154               | 869 624               | 2 677              | 325                              |
| Pching-jang | 泾县   | 761 664               | 863 088               | 961                | 899                              |
| Tchaj-šun | 绩溪县 | 233 443               | 265 980               | 1 768              | 150                              |
| Cchang-nan | 旌德县 | 788 643               | 843 962               | 1 039              | 812                              |
| Wen-čcheng | 宣州区 | 212 077               | 288 178               | 1 296              | 222                              |
| |        |                       |                       |                    |                                  |
| Celkem | Celkem | 9 122 102             | 9 572 903             | 11 554             | 829                              |

## Partnerská města
- Alicante, Španělsko (1995)
- Barcelona, Španělsko (2011)
- Bexar County, Spojené státy americké (2010)
- Burnaby, Kanada (2009)
- Gießen, Německo (2011)
- Inčchon, Jižní Korea (2006)
- Kwangdžu, Jižní Korea (2012)
- Ipoh, Malajsie (2012)
- Ipswich, Austrálie (2011)
- Išinomaki, Japonsko (1984)
- Kouvola, Finsko (2008)
- Kure, Japonsko (2006)
- Levallois-Perret, Francie (2007)
- Neapol, Itálie (2009)
- Petrohrad, Rusko (2010)
- Pittsburg, USA (2008)
- Port-Gentil, Gabon (2010)
- Provincie Prato, Itálie (2002)
- Union County, USA (1998)
- Walvis Bay, Namibie (2008)